# Focenídeos

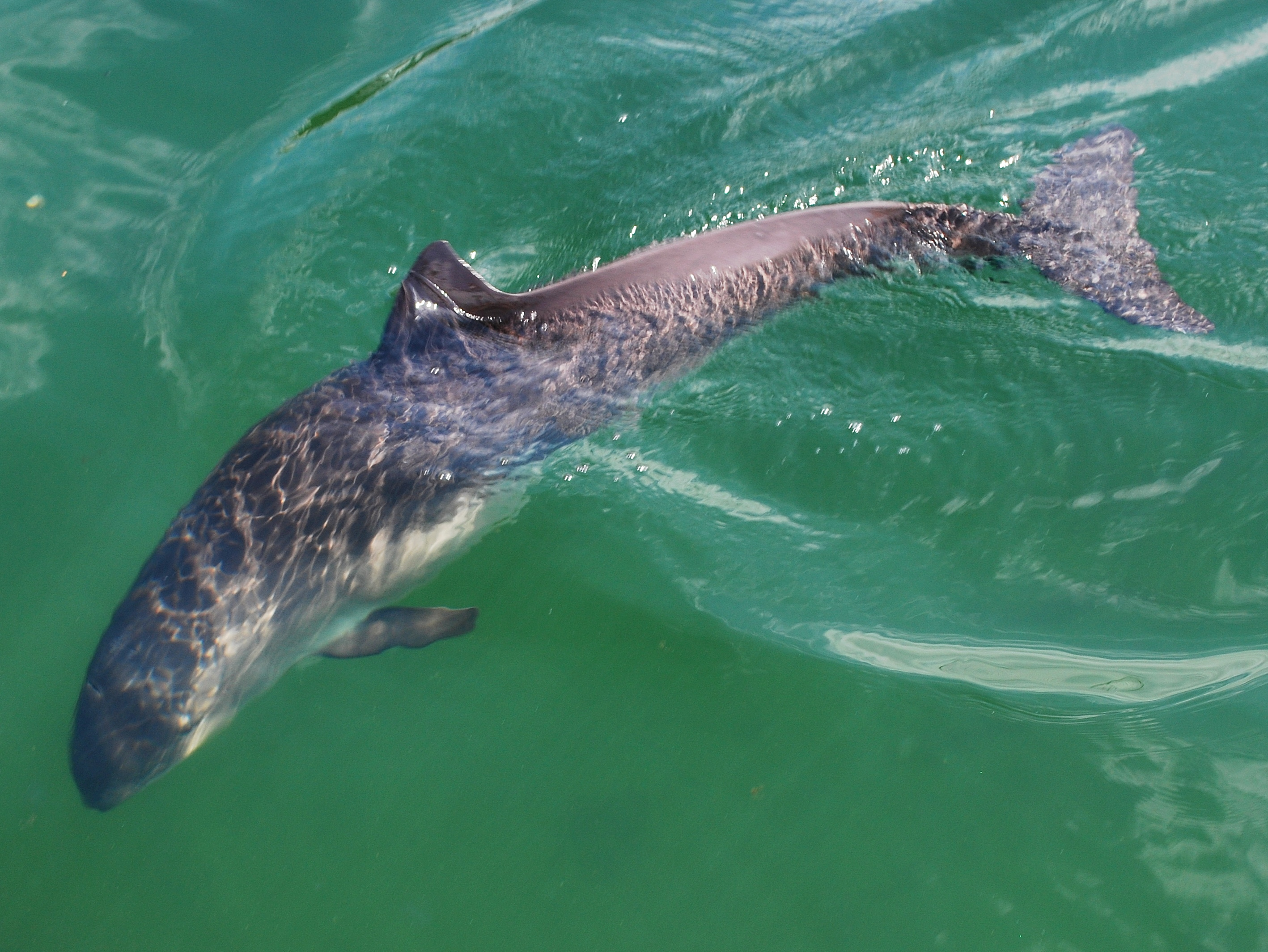
Phocoena phocoena, a toninha-comum

Os Focenídeos (Phocoenidae) são uma família de cetáceos odontocetos da superfamília dos delfinóides, onde se insere a Phocoena phocoena, comummente designada toninha ou boto, sendo que cada qual desses nomes comuns também se emprega, por sinédoque, para se aludir aos focenídeos em geral.
Embora semelhantes aos golfinhos, diferem deles, por serem mais diminutos, por não terem focinhos tão pronunciados e por possuírem dentes em forma de espátulas, ao contrário dos dos golfinhos que são cónicos.

## Etimologia
A família dos Phocoenidae foi estabelecida, e baptizada, por John Edward Gray em 1825, que derivou o seu nome do género-tipo, Phocoena (por vezes escrito Phocaena), com a desinência do latim científico -idae, própria dos nomes das famílias de animais.
O género Phocaena foi estabelecido em 1816 por Cuvier e é uma adaptação do termo grego φώκαινα (fókaina), que era o nome da toninha-comum neste idioma.

## Diferenças entre toninhas e golfinhos
- Tamanho: as toninhas são mais pequenas, geralmente não orçando mais de dois metros, ainda que comparativamente mais robustas.[5]
- Reprodução: as toninhas atingem a maturidade sexual mais cedo.[5]
- Dentes: as toninhas têm dentes aplanados em vez cónicos como os golfinhos.[5]
- Aleta dorsal: as toninhas têm uma barbatana dorsal pequena e de forma triangular, e mesmo algumas não a apresentam, como no género Neophocaena, ao passo que os golfinhos têm estas barbatanas de forma arredondada.[5]
- Focinho: arredondado nas toninhas, com os extremos da boca levantados no que parece um eterno sorriso. Ao passo que os golfinhos têm, em geral, um focinho afilado em forma de bico.[5]

## Taxonomia
A família dos focenídeos é composta por 3 géneros totalizando 6 espécies.
En 1984, Barnes agrupou os 3 géneros de duas subfamílias:
Família Phocoenidae (Gray, 1825)
- Subfamília Phocoeninae (Barnes, 1984)
  - Género Neophocaena (Palmer, 1899)[10]
    - Neophocaena phocaenoides (Cuvier, 1829)[11]

  - Género Phocoena (Cuvier, 1816)[12]
    - Phocoena phocoena (Linnaeus, 1758) [13]
    - Phocoena sinus (Norris & McFarland, 1958)[14]
    - Phocoena dioptrica (Lahille, 1912)[15]
    - Phocoena spinipinnis (Burmeister, 1865)[16]
- Subfamília Phocoenoidinae (Barnes, 1984)
  - Género Phocoenoides (Andrews, 1911)[17]
    - Phocoenoides dalli (True, 1885)[18]